# 如蝶翩翩
《如蝶翩翩》（： Nabilrera），為韓國tvN於2021年3月22日起播出的月火連續劇，由《清日電子李小姐》的韓東和導演與《隧道》的李銀美編劇合作打造。此劇改編自同名網絡漫畫，講述一個夢想成為芭蕾舞者而生活艱難的23歲少年，遇到一個夢想跳芭蕾舞但無法實現的70歲老爺爺後，兩人成為忘年之交追求夢想與成長的故事。
Netflix於3月22日起每周一二22:30(UTC+8)全球同步播出。

## 演員陣容

### 主要人物
| 演員                                   | 角色   | 介紹 |
| 朴仁煥 （童年：韓昌敏） （青年：李玄均 | 沈德出 | 70歲，退休郵遞員，性格和善，於1950年出生。他的爸爸曾是米店店員，為了維持生計能做任何事情，並希望他不用操勞，要用文職來賺錢。1977年，他通過了郵遞員公開招聘考試入行，並與妻子結婚，組成擁有三個子女的家庭，過著平實的生活。在七旬前夕，他偶然看到了采祿，光是呆呆地看就感受到那個孩子的魅力。他長久以來的夢想因而被點燃，決定把握最後一次的機會學習跳芭蕾舞。  |
| 宋江                                   | 李采祿 | 23歲，舞蹈學院休學生，從6歲開始按照足球教練爸爸的計劃學踢足球，並接受嚴格的訓練，但他直到準備18歲時才發現自己沒有足球天賦。他看到跳芭蕾舞的昇主後，第一眼就被芭蕾舞迷住了，19歲時開始學習跳芭蕾舞。憑藉意外的天賦，一年後考入舞蹈學院。但是，一次意外令他成為孤身一人，因而陷入人生低谷。這時，德出稱讚他跳得好和很帥氣，他聽到了從未從爸爸身上說出過的稱讚。 |

### 德出周邊人物
| 演員                    | 角色   | 介紹 |
| 羅文姬                  | 崔海男 | 72歲，德出的妻子，子女人生就是她的人生。因此，她至今還悉心照顧子女，初一一定要去占卜店觀察家人的運勢，冬至要吃紅豆粥，正月十五要吃五穀飯，一年四季要煮海帶湯和骨湯給子女，和經常給他們打電話。光是擔心她的孩子就很麻煩，但丈夫突然要學芭蕾舞更讓她感到頭疼。 |
| 洪承熙                  | 沈恩浩 | 23歲，德出的孫女，從小就按照爸爸聖山的計劃生活。她沒有想做、有興趣的事和夢想，一次也沒有想過將來的希望，只是按照規定拼命學習。最終，她順應了爸爸的期待，成為大集團的實習生。以為辛苦的路現在結束了的時候，卻因意想不到的事情開始迷失。                       |
| 鄭海均                  | 沈聖山 | 48歲，德出的長子，韓江銀行江南分行副支行長，誠實而能幹，以極快的速度適應了現實社會。由於身為家中長子和丈夫，這些標籤對他來說都是職責，所以一有問題就想糾正，一見到家人就吵架。                                                                               |
| 金秀珍 （童年：安泰琳） | 沈聖淑 | 45歲，德出的長女，由於家境一般，她在一家小公司當經理，後來上大學。在公司裏，她遇到榮日後結婚。現在，她經營著地產公司，是海男最擔心的孩子。 |
| 趙福來                  | 沈聖官 | 39歲，德出的幼子，正在準備拍攝紀錄片，但就在兩年前，他還是一名胸部外科專科醫生。不知什麼原因，他突然放棄了國內排名前三的大學醫院工作，從那一刻起成為全家人的勸導目標。                                                                                       |
| 申恩廷                  | 金愛蘭 | 48歲，聖山的妻子，是聖山的大學同學和後來的職場同事。她早於丈夫入職，生下恩浩後就辭職了。雖然有時會後悔決定離開職場，但是因為養大女兒獲得很大的喜悅。當恩浩上大學後，她考上了研究生學位，拿到諮詢資格證和學位後，不顧丈夫的反對重新開始工作。                 |
| 鄭熙泰                  | 卞榮日 | 43歲，聖淑的丈夫，是「政治無業遊民」。他從區議員開始，在10年的歲月裏，即使落選或落選，他也參與每場選舉。在這種情況下，他繼承的財產也清空，每次選舉時都向聖山借錢，讓聖山感到無力。                                                                           |
| 鄭載成                  |        | 德出的父親。 |

### 采祿周邊人物
| 演員                | 角色   | 介紹 |
| 趙成夏 （特別演出） | 李武英 | 48歲，采祿的爸爸，前高級足球隊主教練，因嚴酷的訓練和體罰提高了足球隊的成績。雖然作為選手沒有什麼可看的，但作為教練，他的能力非常出色。他非常希望兒子能夠實現自己選手時代未能實現的夢想。但是，隨著兒子放棄足球，他發生了意想不到的事件，兩人的關係逐漸疏遠。 |
| 金賢睦              | 金世宗 | 23歲，采祿的朋友，雖然一切都很充足，但致命問題是個子矮，身高只有170cm。如果是普通人應該沒關係，但對於夢想成為國家隊守門員的他來說，這幾乎等於宣告死亡。隨著足球部解散，他最終放棄了足球，通過學習考上了名牌大學。退伍後，在采祿工作的餐廳一起打工。          |
| 金權                | 楊皓凡 | 23歲，采祿的高中同學，因為采祿而放棄足球。他從11歲開始踢足球，由於家境不好，高中畢業後直接進入職業球隊就是最好的目標。但是，這一目標卻因荒唐的事件而化為泡影。四年後，他再次出現在采祿面前，看見他落魄的樣貌開始嘲諷起來。                                   |

### 芭蕾舞舞蹈學院
| 演員   | 角色   | 介紹 |
| 金太勳 | 奇昇主 | 37歲，采祿的導師，引退芭蕾舞演員。他是百年難得一見的舞蹈演員，實力非常雄厚，從巴黎歌劇芭蕾舞團開始成為首席舞蹈演員，5年前回到了韓國。他對授徒毫無興趣，卻認出了采祿的才能，把他收為徒弟。 |
| 尹智慧 | 殷素利 | 36歲，舞蹈學院教授，曾在法國以舞蹈演員的身份活動，目前擔任舞蹈院教授。與昇主不同，她是努力生活的人。從引退前開始，就對舞蹈教育很感興趣，希望弟子們不要經歷自己在法國的錯誤。              |
| 李和龍 | 吳仲息 | 39歲，骨科醫生，非常厭煩隨時找上門來的采祿，但並不拒絕看他的病。他沒有慾望和野心，在醫院裏沒什麼病人。                                                                                    |
| 林莎朗 | 權春   | 24歲，舞蹈學院學生，素利的弟子。因昇主和素利的緣分，她偶爾在芭蕾舞工作室與采祿練習。 |
| 龍基   | 金相守 | 23歲，素利的弟子，把采祿當成競爭對手，一見面就惡言相對。 |
| 李素英 | 劉安娜 | 24歲，舞蹈學院伴奏者，鋼琴專業學生，目前在芭蕾舞工作室打工，做鋼琴伴奏。 |
| 徐仁國 | 黃熙   | 采祿的前輩，大明星芭蕾舞者(特別出演)。 |
| 高圭弼 | 上班族 | 想學芭蕾的上班族(特別出演)。 |

## 收視率
| 集數       | 播出日期   | AGB收視率        | AGB收視率      |
| 集數       | 播出日期   | 大韓民國（全國） | 首爾（首都圈） |
| ---------- | ---------- | ---------------- | -------------- |
| 1          | 2021/03/22 | 2.810%           | 2.921%         |
| 2          | 2021/03/23 | 2.964%           | 3.037%         |
| 3          | 2021/03/29 | 3.325%           | 3.175%         |
| 4          | 2021/03/30 | 3.623%           | 3.692%         |
| 5          | 2021/04/05 | 2.764%           | 2.617%         |
| 6          | 2021/04/06 | 2.759%           | 2.800%         |
| 7          | 2021/04/12 | 2.783%           | 2.616%         |
| 8          | 2021/04/13 | 2.464%           | 2.434%         |
| 9          | 2021/04/19 | 3.150%           | 2.980%         |
| 10         | 2021/04/20 | 2.859%           | 2.826%         |
| 11         | 2021/04/26 | 2.992%           | 3.046%         |
| 12         | 2021/04/27 | 3.679%           | 4.013%         |
| 平均收視率 | 平均收視率 | 3.014%           | 3.013%         |

- 收視最低的集數以藍色表示，收視最高的集數以紅色表示，而空格則表示該集的收視沒有相關數據。

## 同時段競爭作品
- KBS2 月火連續劇：《月升之江》
- SBS 月火連續劇：《朝鮮驅魔師》

## 話題性
電視劇部分
| 日期     | 佔有率 | 排名 | 備註      |
| -------- | ------ | ---- | --------- |
| 3月第3週 | 1.57%  | 9    | 開播前1週 |
| 3月第4週 | 4.29%  | 6    |           |
| 4月第1週 | 4.85%  | 6    |           |
| 4月第2週 | 5.53%  | 7    |           |
| 4月第3週 | 8.73%  | 5    |           |
| 4月第4週 | 6.48%  | 5    |           |
| 4月第5週 | 7.12%  | 3    |           |

演員部分
| 日期     | 排名   | 排名 |
| 日期     | 朴仁煥 | 宋江 |
| -------- | ------ | ---- |
| 3月第4週 | -      | 10   |
| 4月第1週 | -      | -    |
| 4月第2週 | -      | -    |
| 4月第3週 | 9      | 6    |
| 4月第4週 | 8      | -    |
| 4月第5週 | 9      | 7    |

## 獲獎與提名
| 年度   | 頒獎典禮              | 獎項             | 入圍者           | 結果 | 參          |
| ------ | --------------------- | ---------------- | ---------------- | ---- | ----------- |
| 2021年 | 第3屆亞洲內容大獎     | 最佳亞洲電視劇集 | 最佳亞洲電視劇集 | 提名 | [ 5 ] [ 6 ] |
| 2021年 | 第3屆亞洲內容大獎     | 新人獎－男演員   | 宋江             | 提名 | [ 5 ] [ 6 ] |
| 2021年 | 第3屆亞洲內容大獎     | 人氣獎           | 宋江             | 獲獎 | [ 5 ] [ 6 ] |
| 2021年 | 第4屆亞洲影藝創意大獎 | 最佳原創劇本     | 李恩美           | 提名 | [ 7 ]       |

## 外部連結
- 韓國tvN官方網站
- 在Netflix上觀看《如蝶翩翩》

| tvN 月火劇                                              | tvN 月火劇                                               | tvN 月火劇 |
| ------------------------------------------------------- | -------------------------------------------------------- | ---------- |
|                                                         | 如蝶翩翩 （2021年3月23日 - 2021年4月27日）               |            |
| L.U.C.A.: The Beginning （2021年2月1日 - 2021年3月9日） | 某一天滅亡來到我家門前 （2021年5月10日 - 2021年6月29日） |            |